# Palacio Hammersmith
El Hammersmith Palais de Danse, en sus últimos años simplemente llamado Hammersmith Palais, fue un salón de baile y lugar de entretenimiento en Hammersmith, Londres, Inglaterra, que funcionó desde 1919 hasta 2007. Fue el primer palais de danse  que se construirá en Gran Bretaña. En 2009, fue nombrado por el Festival de Jazz de Brecon como uno de los doce lugares que habían hecho las contribuciones más importantes a la música de jazz en el Reino Unido.
El Palais ocupaba un sitio grande en la A219 en 242 Shepherd's Bush Road, London W 6, cerca del sistema circular debajo del paso elevado A4 Hammersmith. El área tiene dos estaciones de metro de Londres, una estación de autobuses y la red de carreteras en Hammersmith Broadway .

## Historia

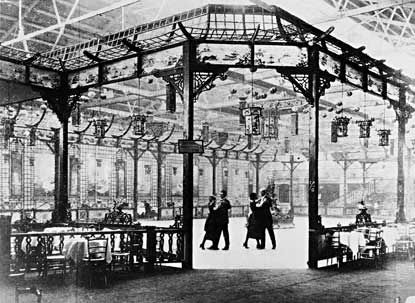
La pista de baile en el Hammersmith Palais de Danse tal como apareció alrededor de 1919.

Construida en 1910 en un sitio anteriormente ocupado por un cobertizo de tranvías para London United Tramways, la pista de patinaje sobre ruedas Brook Green, que podría haber estado cerrada desde 1915, fue adquirida al final de la Primera Guerra Mundial por los empresarios norteamericanos Howard Booker y Frank Mitchell, para convertirlo en un lugar donde albergar bailes de salón y diversos tipos de bandas de baile, entre las que se encontraban las nuevas bandas de jazz. Esta primera encarnación del Hammersmith Palais fue obra del arquitecto Bertie Crewe . Su decoración de estilo chino presentaba columnas lacadas, calados y un techo de pagoda con faroles de seda; en el centro de la costosa pista de baile, hecha de arce canadiense, había una montaña modelo con una réplica de un pueblo chino y una fuente; mientras que en cada extremo del mismo había un quiosco de música de poca altura revestido de vidrio, para permitir que dos bandas tocaran números alternos para los bailarines. El lugar, que también contaba con un restaurante y una cafetería, fue considerado en ese momento como el establecimiento más grande y lujoso de su tipo en Europa. La noche de apertura del Hammersmith Palais de Danse tuvo lugar el 28 de noviembre de 1919. La Original Dixieland Jazz Band de Nick LaRocca, en esos días de gira por Estados Unidos, tocó regularmente en el Palais desde esa primera noche hasta Junio de 1920. Muchas de las famosas estrellas del jazz de la época aparecerían en concierto allí, incluida la cantante de jazz estadounidense Adelaide Hall, que actuó en el lugar durante la semana del 27 de marzo al 2 de abril de 1939. acompañado por Fela Sowande y su Florida Club Orchestra.
Durante la Gran Depresión, mientras que los salones de baile vieron una reducción en la asistencia, el patinaje sobre hielo, en cambio, se puso de moda y reemplazó al baile como la actividad de ocio más popular. Como resultado, el sitio del Palais se convirtió en una pista de hielo, que se inauguró el 30 de diciembre de 1929, con el equipo original de hockey sobre hielo London Lions usándola como base. Sin embargo, esa locura por el skate duró poco, ya finales de 1934 la pista se convirtió en un salón de baile. Se instaló en el lugar una nueva pista de baile de arce a un costo de £ 5,000.

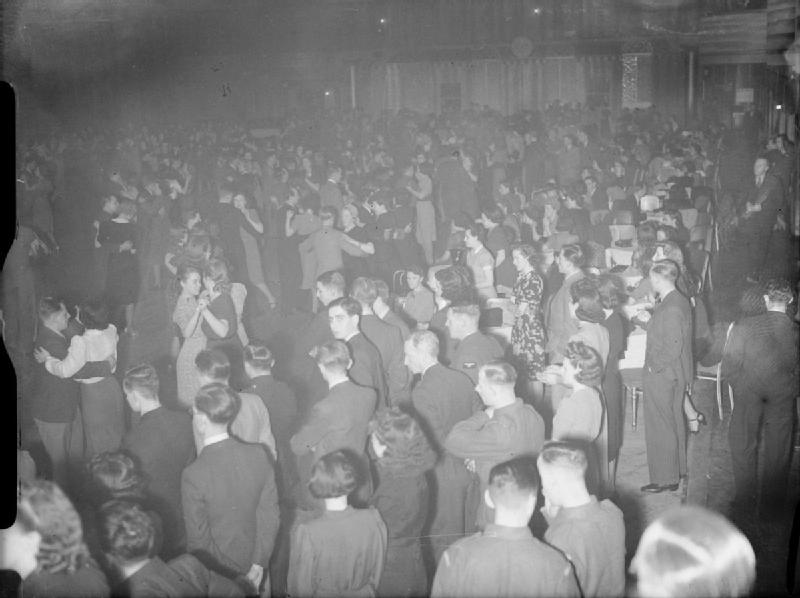
A pesar del Blitz, los soldados, el personal de la Royal Air Force y los civiles disfrutan de una velada de baile en el Hammersmith Palais de Danse en la primavera de 1941.

En 1959, Joe Loss y su Orquesta, con los cantantes Rose Brennan, Ross MacManus y Larry Gretton, se convirtieron en la banda de baile residente en el Palais. Durante la próxima década, fueron una función habitual todas las noches, excepto en la "Noche de grabación" del lunes, cuando solo se reproducía música grabada y no se servía alcohol en el bar. El escenario y la sala de ensayo estaban al alcance del oído de la oficina del Superintendente Jefe en la comisaría de Hammersmith, lo que llevó a uno de sus ocupantes a observar "¿dónde más pueden los visitantes de una comisaría ser calmados por el sonido de bandas de baile famosas?". En 1960, la organización Mecca adquirió el Palais. Otras bandas de house durante las décadas de 1960 y 1970 incluyeron a Andy Ross, Ken Mackintosh, Tony Evans y Zodiac. En muchos sábados por la noche, más de 2000 personas visitaban el lugar. Una de las características fue un gran escenario giratorio con una banda a cada lado (esto también provocó una serie de accidentes cuando los micrófonos y los soportes se quedaron en el giro).
El Hammersmith Palais siguió siendo un lugar de baile popular desde sus inicios hasta finales de la década de 1980, y desde entonces alberga principalmente conciertos de música en vivo, pero también noches de baile y eventos privados. El lugar acogió la popular noche de club School-Disco con su banda residente, On-On, que posteriormente se trasladó al London Forum en Kentish Town. Los promotores Onyx Promotions defendieron a bandas y DJ británicos y asiáticos, incluidos DCS, Heera, Juggy D, Panjabi Hit Squad, Premi, RDB, Rishi Rich y Xzecutive/San-j Sanj. La Unión de Estudiantes de la Escuela de Medicina del Imperial College contrataba con frecuencia el Palais como lugar para las noches de estudiantes.
El Palais acogió a innumerables artistas; entre ellos Bill Haley & His Comets (1974), los Beatles, los Rolling Stones, The Who, David Bowie, los Sex Pistols, Elvis Costello and the Attractions, the Cure, U2, Jesus and Mary Chain, The Fall, Simple Minds, Robert Plant & the Strange Sensation, Hanoi Rocks, Big Bang y Kylie Minogue and the Police. "Hubo una noche [en 1979] cuando manejamos un vehículo militar blindado de nuestro show en el Hammersmith Odeon a otro la misma noche en el Hammersmith Palais", recordó el baterista de Police, Stewart Copeland, "mientras la gente de ambos conciertos estaba toda en la calle." 
Bandas como PiL, The Cramps y Soft Cell, que tocaron allí sus conciertos de "despedida" en enero de 1984, hicieron que el lugar fuera popular entre los asistentes a los conciertos de Londres.
De 1999 a 2003, el Palais fue propiedad del Grupo Po Na Na, que lo convirtió en un club nocturno temático llamado Po Na Na Hammersmith .

## Cierre y demolición

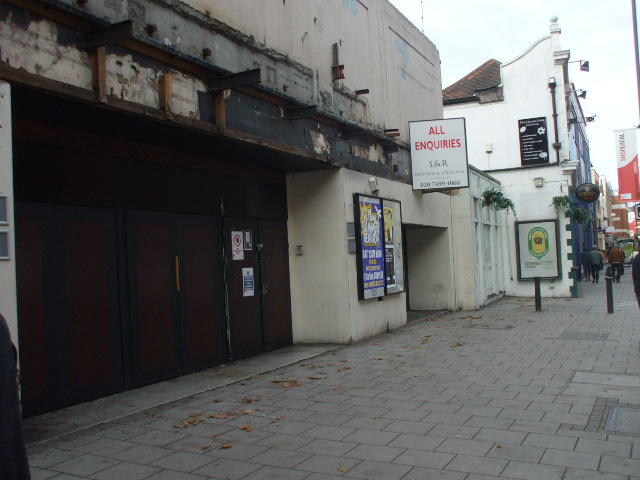
El Palais en 2008, a la espera de su destino final tras su cierre.

El 20 de marzo de 2007, a pesar de su importancia para la historia cultural de Gran Bretaña, el Hammersmith Palais fue condenado a demolición. Entre los artistas que tocaron en los últimos conciertos en el lugar se encontraban Kasabian, Idlewild y Jamie T. El 31 de marzo, la banda anónima liderada por Damon Albarn, conocida informalmente como The Good, the Bad & the Queen, realizó un espectáculo que se promocionó como la despedida oficial del lugar. Sin embargo, la noche siguiente, el 1 de abril (programada antes de que se supiera que el edificio se vendería), hubo una actuación de The Fall, que también se promocionó como la última noche del Palais. Posteriormente, se lanzó una grabación y un video de este concierto como el álbum en vivo Last Night at The Palais. Al final, ninguno de estos eventos fue realmente el último: el concierto final en el Hammersmith Palais tuvo lugar el 3 de mayo de 2007 y fue de Groove Armada para lanzar su álbum Soundboy Rock.

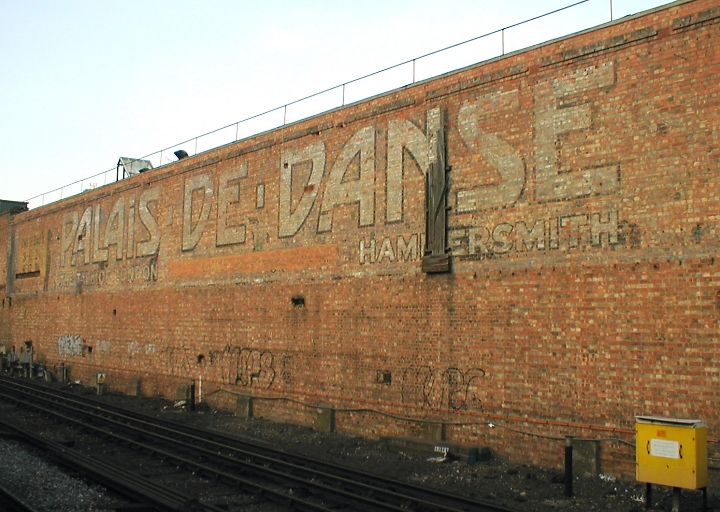
Un antiguo cartel publicitario pintado a mano del Hammersmith Palais de Danse en su muro perimetral trasero superviviente, como se podía ver en 2004 desde el andén de la estación Hammersmith, la de las líneas Circle y Hammersmith & City, del metro de Londres.

El productor y director de cine Richard Weller realizó un documental para BBC Television sobre la historia del lugar, titulado Last Man at the Palais . Se proyectó por primera vez en BBC Four en la víspera de Navidad de 2007. Cerca del final de la película, el bailarín de salón Lyndon Wainwright interpreta "El último vals" en la pista de baile del Palais.
Tras su cierre como local de música, las propuestas para el sitio incluían su uso como complejo de oficinas y restaurantes, o como residencia de estudiantes. Se esperaba que Hammersmith y Fulham London Borough Council dictaminaran sobre la demolición y el desarrollo propuestos en noviembre de 2009; sin embargo, el 27 de octubre de 2009, el consejo rechazó los planes para convertir el sitio de Hammersmith Palais en pisos para estudiantes.
En julio de 2010, la Inspección de Planificación llevó a cabo una investigación pública de una semana y rechazó una apelación de una empresa de desarrollo contra una decisión del consejo de bloquear un desarrollo propuesto. Los desarrolladores fueron London & Regional (Hammersmith), a quienes se les dio permiso para presentar una solicitud modificada.
El Palais finalmente fue demolido en mayo de 2012. Se construyó un nuevo edificio en el sitio, y en septiembre de 2013 se inauguró como una residencia de estudiantes de lujo, anunciada como en el sitio del Hammersmith Palais.

## En la cultura popular
La banda de 1993-1994 de Michael Monroe, Demolition 23, grabó una pista llamada "Hammersmith Palais" en su álbum homónimo de 1994. La canción, una descripción nostálgica de la escena de clubes de Londres de la década de 1980, fue escrita por Monroe, Jude Wilder y Little Steven (Steven Van Zandt).
El lugar sirve de inspiración para la pista de Dan Wilde "Hammersmith Palais", de su álbum de 2016 "Rhythm on the City Wall".
El lugar se nombra en varias canciones, que incluyen:
- La canción de Emerson, Lake & Palmer "Benny the Bouncer", de su álbum Brain Salad Surgery de 1973.
- La canción de The Clash "(White Man) In Hammersmith Palais ", inspirada en Joe Strummer y Don Letts que asistieron a una noche de reggae en el lugar;[15][33] Strummer también logró que lo echaran un jueves por la tarde por entrar sin permiso.
- La canción de Ian Dury and the Blockheads "Reasons to be Cheerful, Part 3 ".
- La canción de Elvis Costello and the Attractions "London's Brilliant Parade", de su álbum de 1994 Brutal Youth; Costello visitaba con frecuencia el Palais cuando era joven, viendo desde el balcón a su padre Ross MacManus tocar con la Orquesta Joe Loss.[35]